# Landjäger

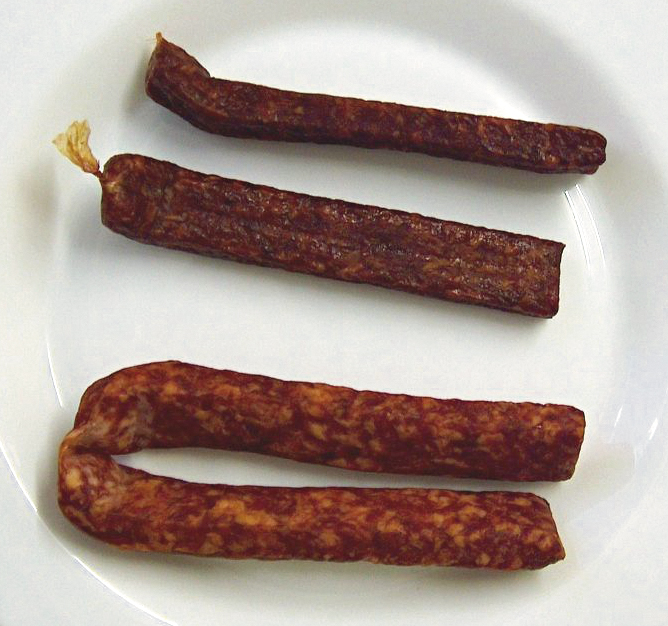
Diferentes landjäger sobre un plato.

Las landjäger (en castellano aparece a veces como salchicha de cazador) es una salchicha típica de la gastronomía de Alemania y Suiza que ha sido curada al aire y que tiene un sabor ahumado. Elaborada de carnes picadas de diferentes partes del vacuno en tripa natural, que se presentan en forma de hartwürste, las landjäger se presentan en parejas unidas por una especie de cordón de tripa sobre las que se cuelgan, las salchichas se suelen comer como alimento de viaje, para alimentar a los trabajadores de diferentes campos (en Alemania a menudo se ofrece a los trabajadores de los viñedos), hoy en día se sirve como snack o como salchicha de mochila (rucksackwurst).

## Características
Se trata de una especialidad de la cocina del sur de Alemania, aunque puede encontrarse en gran parte de Alemania, e incluso en Austria y en Suiza (en especial en el cantón de los Grisones). 